# Agymosás (film)
Az Agymosás (Laviamoci il cervello – Ro.Go.Pa.G.) 1963-ban bemutatott fekete-fehér, olasz–francia szkeccsfilm, „négy szerző négy története a világvége vidám vetületeiről”. Forgatókönyvírók és rendezők: Roberto Rossellini (Szeplőtlenség), Jean-Luc Godard (Az új világ), Pier Paolo Pasolini (A túró) és Ugo Gregoretti (A kapirgáló csirke). A film eredeti címében szereplő ROGOPAG a rendezők vezetékneveinek kezdőbetűiből alkotott mozaikszó, ám a történetek sorrendje nem felel meg a címnek, ugyanis Rossellini szkeccse után Gregoretti, majd Godard, végül Pasolini rövidfilmje következik. Mottó vezet be minden epizódot. A korabeli olasz cenzúra elrendelte Pasolini epizódjának kivágását az államvallás meggyalázása miatt, s ugyanezért a vádért a rendezőt egy római bíróság 4 hónap felfüggesztett börtönbüntetésre ítélte. A portugál változatból ugyancsak kimaradt A túró, a történetek sorrendje pedig ez volt: Gregoretti, Godard, Rossellini. A magyar szakirodalomban a film Emberi viszonylatok címmel is előfordul.

## Az előzmények
Az Agymosás ötlete 1962 februárjában született meg Roberto Amoroso producer fejében. A szkeccsfilmek akkoriban kezdtek divatba jönni, és Amoroso úgy gondolta, érdemes lenne a „szerzői film” néhány jelentős alakját felkérnie, hogy forgassanak egy-egy rövidfilmet Az élet szép címmel tervezett összeállítás számára. 3 hónappal később az egyik felkért rendező, Pier Paolo Pasolini megmutatta neki A túró című filmnovellát. Amoroso csak beleolvasott, és az volt a véleménye, hogy a szöveg „a közerkölcsöt és az egész közönséget sértő arcátlanságok halmazát tartalmazza”. A nézeteltérés nyilvánosságra került, a Lo Specchio című újság egyenesen megdicsérte Amorosót, amiért „nem áldoz milliókat arra, hogy Pasolini újabb támadást intézzen az Egyház, az olasz polgárság, a kapitalisták, az angyalok és a szentek ellen”. Amoroso októberben szerződésszegés miatt pert indított, 60 millió líra kártérítést követelt. Az ügy Alfredo Bini színrelépésével vett kedvező fordulatot. Bini volt Pasolini első két filmjének a producere, aki a botrányok ellenére is hitt a művész tehetségében. Az új producer átvette a produkciót, megtartotta az eredetileg felkért rendezőket is, sőt ő javasolta, hogy az alkotók vezetékneveinek (ROssellini, GOdard, PAsolini, Gregoretti) kezdőbetűiből alkossák meg a film címét.

## Az epizódok

### Szeplőtlenség

#### A cselekmény
|  | Alább a cselekmény részletei következnek! |

„A mai embert gyakran nyomasztja a névtelen szorongás, és a napi küszködésben öntudatlanul az egykori tápláló menedékhez fut: az anyaölhöz. Ennek az énjétől immár megfosztott embernek a szerelme is az anyaöl visszasírása.”

(Alfred Adler)
Anna Maria, a csinos utaskísérő Bangkokban tölt egy kis időt kollégáival, mielőtt újabb útra indulnának. A lány lefotóztatja magát a vőlegénye számára. A szerencsés férfi egy calabriai ügyvéd, állítólag nincs túl jó viszonyban az apjával, aki bíró. Anna Mariát rövidesen a repülőgépen látjuk viszont, amely Tokió felé tart. Az egyik utas Rheingold márkájú sört kér, de sajnos nem tudnak adni neki. A Joe nevű férfi csodálkozik ezen, hiszen szerinte Anna Maria kitűnő modellje lehetne ennek a márkának. Az események újra Bangkokban folytatódnak. Városnézés közben Anna Maria találkozik az utassal. Beszélgetni kezdenek, s mivel mindkettőjüknél van kamera, kölcsönösen lefilmezik egymást. Kiderül, hogy ugyanabban a szállodában laknak. Este a hotel éttermében a férfi részegen átül a nő asztalához. A botrány elkerülése érdekében Anna Maria távozik. Később a férfi behatol a nő szobájába, szerelmet vall Anna Mariának, s megpróbálja leteperni. A nő ellöki magától, mire Joe mozdulatlanul elterül a padlón. Anna Maria élesztgetni próbálja. A férfi magához tér. A stewardess anyáskodni kezd vele, lemossa az arcát, és aludni küldi. Joe a nő ágyába fekszik, azt állítja, rosszul van. Anna Maria borogatást hoz neki. A férfi horkolva elalszik. Közben odahaza Carlo megkapja Anna Maria filmjét. Menyasszonya beszámolt neki Joe-ról is. A vőlegény pszichiáter ismerőse úgy gondolja, hogy az amerikai férfi Ödipusz-komplexusban szenved. Szerinte Anna Maria csak úgy tud megszabadulni hódolójától, ha kihívóan kezd viselkedni. Eddig ugyanis éppen anyáskodó magatartása vonzotta a férfit. Anna Maria megfogadja a tanácsot: rövidesen kihívó sminkkel, szőke hajjal látjuk viszont. Egy mulatóban találkozik Joe-val. A nő táncolni hív egy teljesen ismeretlen férfit. Joe felháborodva távozik. A történet vele és Carlóval ér véget. Otthonukban mindketten mohó pillantásokkal nézegetnek egy-egy filmet Anna Mariáról, csak éppen az egyik filmen az anyáskodó lány látható barna hajjal, a másikon pedig a szőke démon. Joe majdnem rámászik a vászonra, úgy simogatja és csókolgatja a vetített képet.

#### Főszereplők
- Rosanna Schiaffino (Anna Maria)
- Bruce Balaban (Joe)
- Maria Pia Schiaffino (utaskísérő)
- Gianrico Tedeschi (a pszichiáter) (nem szerepel a stáblistán)
- Carlo Zappavigna (Carlo, Anna Maria barátja) (nem szerepel a stáblistán)

#### Érdekességek
- A női főszereplő, Rosanna Schiaffino Alfredo Bininek, az Agymosás producerének felesége volt. Házasságuk 1977-ben bomlott fel. Schiaffino pályája nagyjából ekkor véget is ért, egyértelmű forrás azonban nem bizonyítja, hogy visszavonulása válásának vagy új házasságának következménye lett volna.

### A kapirgáló csirke

#### A cselekmény
|  | Alább a cselekmény részletei következnek! |

„Miként a szög könnyen hatol a kövek eresztékeibe,

úgy furakszik titkon a bűn a kalmárságba.”

(Prédikátor könyve 12,2)
A cselekményt a II. Multinacionális Kutatási Szimpózium történései foglalják keretbe. Az eseményre meghívott amerikai professzor a fogyasztásról és a fogyasztási szokásokról tart előadást. Lényegében az általa elmondottakat illusztrálja az epizód. Togni úr és családja este reklámokat néz a tévében. Másnap a család elindul, hogy megtekintsenek egy telket, melyet meg szeretnének vásárolni. A kocsiban a gyerekek különféle reklámszlogeneket ismételgetnek. Útközben megállnak egy gyorsétteremnél, amelyhez egy üzlet is tartozik. A szülők és a gyerekek igazi fogyasztókhoz méltón vásárolnak össze mindent, amiről azt hiszik, szükségük van rá. Utána beülnek a gyorsétterembe. A családfő a választható kétféle menü kapcsán kiselőadást tart arról, mi a különbség egy kapirgálós és egy tápon nevelt csirke között. A megrendelt menüt azonban ők is olyan gépiesen kapják, mintha tápos csirkék lennének. Végre megérkeznek tulajdonképpeni úti céljukhoz. A telekügynök szerint azonban 5-6 ezer négyzetméteres telket kéne inkább vásárolniuk, nem pedig ezer négyzetméterest, mert utóbbitól csak frusztrálva éreznék magukat. Togni úr egymillió lírát tudna azonnal kifizetni, az ügynök szerint azonban ennyi pénz csupán előlegnek elegendő a legolcsóbb telekre. A házaspár vitatkozni kezd, a férj szerint azért nincs elegendő pénzünk, mert az asszony nem jól osztja be a jövedelmüket. Végül úgy döntenek, hogy inkább nem vesznek telket, de szégyellik ezt bevallani  az ügynöknek, inkább elszöknek előle. Este van már, mikor hazafelé indulnak. Az asszony és a gyerekek elalszanak a kocsiban. A férj fejében még ekkor is a különféle reklámajánlatok keringenek. Életüknek egy tragikus karambol vet véget.

#### Főszereplők
- Ugo Tognazzi (Togni)
- Lisa Gastoni (Togni felesége)
- Ricky Tognazzi (a házaspár fia) (Riky Tognazzi néven szerepel a stáblistán)
- Antonella Taito (a házaspár lánya)

#### Érdekességek
- A filmbeli házaspár kisfiát a férfi főszereplő Ugo Tognazzi saját fia, Ricky Tognazzi játszotta. Az akkor 7 éves kisfiúnak nem ez volt az első filmszerepe. Később édesapja nyomdokaiba lépett, nemzetközi hírnevet azonban rendezőként ért el. Az Ultrák című nagy visszhangot kiváltott 1991-es alkotása a futballhuliganizmusról szólt, feltérképezve a jelenség társadalmi-szociális hátterét is.

- Togni urat este álarcba öltözött kisfia fogadja otthon, játékpisztollyal a kezében. Az apa sikertelenül próbálja kitalálni, hogy fia éppen kinek öltözött. A kölyök büszkén mondja: „Pasolini vagyok!” „Remek” – válaszol az apa nem túl lelkesen. Az apát alakító Ugo Tognazzi 6 évvel később az egyik főszerepet játszotta Pasolini Disznóól (1969) című filmjében.

- Az epizód egyik betétdala a korszak egyik legismertebb olasz slágere, a Guarda come dondolo.

### Az új világ

#### A cselekmény
|  | Alább a cselekmény részletei következnek! |

„Milyen váratlan, abszurd következményei lehetnek az atomjövőnek, amely jövő már elkezdődött? Ilyen hatások érhetnek anélkül, hogy bárki észrevenné. A robbanások orvul átalakíthatják az embert. Egyik pillanatról a másikra minket is megfertőzhetnek. Apró módosulások lesznek, amelyek az elkerülhetetlen pusztuláshoz vezetnek.”

(A történet mesélője)
Hősünk néhány hónapja ismerte meg Alexandrát, akibe szenvedélyesen beleszeretett. Egy este a lány bevallotta, hogy a vonzalom kölcsönös. A férfi, aki addig aludni se tudott, két napig tartó mély álomba zuhant. Miután magához tért, lement újságot venni. Ebből értesül egy Párizs környéki atomrobbanásról. Természetesen azonnal felhívja Alexandrát, és megnyugodva hallja, hogy a lánynak semmi baja. Megbeszélnek egy találkozót, ám a férfi egész délelőtt hiába várja a lányt. Rátelefonál, és kiderül, hogy Alexandra uszodába ment. A férfi utánamegy. Csodálkozva látja, amint Alexandra megcsókol egy ismeretlen fiút. Otthon, lefekvés előtt a férfi tudni szeretné, Alexandra miért nem szereti már őt. A lány azt állítja, elment a délelőtti randevúra, szerinte a férfi volt az, aki nem jelent meg. Partnere kérdésére azt feleli, nem tudja, ki volt a megcsókolt srác az uszodában. Másnapra hagyják a problémák tisztázását. A férfi már hajnalban felkel, hogy mindent el tudjon intézni, mire Alexandra felébred. Úgy látja, a város megváltozott. Az embereket titokzatos hisztéria kerítette hatalmába, kétes hatású gyógyszereket szednek. Látszólag minden rendben van, de valami sötét, gonosz erő kezdte rombolni az emberi tudatot, az emberekből kiveszett az erkölcsi érzék. A friss újsághír szerint azonban az atomrobbanás ellenére semmilyen veszély nem áll fenn. A férfi otthon észreveszi, amint Alexandra is valamilyen tablettát vesz be. Hősünk úgy érzi, a logika halála kezdődött el, ami őt valahogy elkerülte. Egy iskolai füzetbe kezdi lejegyezni a gondolatait, s az írást a szabad világból való utolsó tudósításnak nevezi.

#### Főszereplők
- Jean-Marc Bory (a férfi) (Jean Marc Bory néven szerepel a stáblistán)
- Alexandra Stewart (Alexandra)
- Michel Delahaye (nem szerepel a stáblistán)
- Jean-André Fieschi (nem szerepel a stáblistán)
- André S. Labarthe (a hang) (nem szerepel a stáblistán)

#### Érdekességek
- Jean-Luc Godard pályája során több epizódfilm elkészítésében is közreműködött, amelyek különleges kapcsolatban állnak egész összefüggő életművével. Például a Párizs, ahogyan látja... című szkeccsfilm Godard epizódjában az a történet elevenedik meg képekben, amelyet Jean-Paul Belmondo mesél el a bárban Anna Karinának Az asszony, az asszony című filmben stb. A világ legszebb szélhámosságai (1964) című összeállításban ismét Ugo Gregorettivel került össze, a Szerelem és dühben (1969) pedig Pier Paolo Pasolinivel.

### A túró

#### A cselekmény
|  | Alább a cselekmény részletei következnek! |

„Nincs semmi elrejtett dolog, melynek meg nem kell jelentetni, vagy mely elrejtethetnék, hanem szükség, hogy nyilvánvalóvá legyen. Ha valakinek vagynak fülei a hallásra, hallja.”

(Márk evangéliuma)
„A pénzváltóknak pénzeket elhinté és az asztalokat elfordítá, És a galambok árosinak monda: Vigyétek el ezeket innét, ne tegyétek az én Atyámnak házát kalmárságnak házává.”

(Máté evangéliuma)
„Nem nehéz megjósolni e történet elfogult, kétértelmű, felháborodott bírálatait, én mégis kijelentem: tekintsük bár A túrót egy szenvedély történetének, számomra a lehető leghatalmasabb és a történetet elbeszélő – ha mégoly fennkölt – szöveget sosem írták le.”

(Pier Paolo Pasolini)
Egy Rómához közeli réten bibliai témájú filmet forgatnak. Stracci, az örökké éhes nincstelen statiszta játssza a Jézussal együtt keresztre feszített egyik lator parányi szerepét. A férfi látogatóba érkező családjának adja aznapi élelmiszeradagját. Álruhába öltözve sikerül még egy adag ennivalót szereznie, melyet elrejt, hogy gyorsan visszacsempéssze a kölcsönvett jelmezt. Mire visszatér, a női főszereplő dédelgetett ölebe megette az eldugott ennivalót. A könnyező Straccinak azonban szerencséje van: a forgatásra látogató újságíró megveszi tőle a kutyát, mert azt hiszi, az övé. A kapott ezer lírával Stracci boldogan elrohan, és az út mentén árusító férfitól megveszi az összes túrót. Utána szalad vissza a forgatásra. A stáb többi tagja folyamatosan gúnyolja azért, hogy állandóan éhes. Amikor szerepe szerint a keresztre kötözik, az egyik női statiszta levetkőzik előtte. Mivel a készülő film sztárja azzal fenyegetőzik a rendezőnek, hogy elmegy, ha nem veszik fel azonnal az ő jeleneteit, Straccinak végre lehetősége nyílik arra, hogy hozzálásson a túró elfogyasztásához. Mohó falatozása mulatságos látványossággá válik. Egyre többen gyűlnek köré, kinevetik, de a tréfa kedvéért etetni kezdik, újabb és újabb fogásokat hoznak elé. Amikor Stracci jelenetének felvételére kerül sor, a jóllakott férfi már nem tudja elmondani néhány szavas szövegét: meghal a kereszten. A rendező e szavakkal búcsúzik tőle és a nézőtől: „Szerencsétlen Stracci! Meg kellett halnia ahhoz, hogy észrevegyük, hogy élt.”

#### Főszereplők
- Orson Welles (a rendező)
- Mario Cipriani (Stracci)
- Laura Betti (a díva)
- Edmonda Aldini (a másik díva)
- Ettore Garofolo („angyal”)
- Maria Bernardini (Natalia, a vetkőző nő) (nem szerepel a stáblistán)
- Elsa De Giorgi (a producer felesége) (nem szerepel a stáblistán)
- Rossana Di Rocco (Stracci lánya) (nem szerepel a stáblistán)
- Vittorio La Paglia (Pedoti, az Italia Sera újságírója) (nem szerepel a stáblistán)
- Tomas Milian (centurio) (nem szerepel a stáblistán)
- Franca Pasut (látogató) (nem szerepel a stáblistán)
- Adele Cambria (látogató) (nem szerepel a stáblistán)

#### Érdekességek
- A film mottóinak egyike Máté evangéliumából származik. Pasolini következő alkotása a Máté evangéliuma (1964) volt.

- A túró volt Pasolini és Danilo Donati, a később Oscar-díjjal elismert díszlet- és jelmeztervező első közös munkája.

- A dívát alakító Laura Betti Pasolini legbelső baráti köréhez tartozott. A túró volt az első közös alkotásuk. A producer feleségének szerepében néhány pillanatra feltűnik Elsa De Giorgi, aki később a rendező utolsó filmje, a Salo, avagy Szodoma 120 napja (1975) egyik mesélője lett.

- A filmben látható amatőr szereplők némelyike Pasolini egyéb alkotásaiban is szerepelt. A Straccit játszó Mario Cipriani A csóró (1961) egyik fontos mellékszereplője volt. Cipriani kőművesként dolgozott Carlo Lizzani A púpos (1960) című filmjének forgatásán. Akkor barátkozott össze Pasolinivel, aki színészként működött közre Lizzani opuszában. A túróban egy angyalt játszó Ettore Garofolo volt Pasolini előző filmje, a Mamma Róma (1962) egyik főszereplője. A forgatásra látogató vendégek között felbukkan A csóró két női epizodistája, Franca Pasut (Stella) és Adele Cambria (Nannina). Cambria később Pasolini Teoréma (1968) című alkotásában is szerepelt. A túró bibliai élőképének egyik ismeretlen fiatalja később a Dekameronban (1971) kapott kisebb szerepet mint a szerencsétlen Lisbetta egyik bátyja.

## Szakirodalom
- Pentelényi László – Zentay Nóra Fanni (szerk.): JLG/JLG – Jean-Luc Godard dicsérete, avagy a filmművészet önfelszámolása (Szerzőifilmes Könyvtár 3. kötet; Francia Új Hullám Kiadó, Bp., 2012.)